# FM-2030

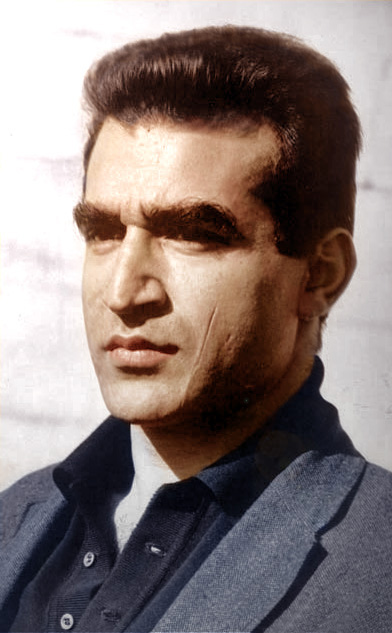
FM-2030

FM-2030, född som Fereidoun M. Esfandiary (persiska: فریدون اسفندیاری) den 15 oktober 1930, död 8 juli 2000, var en iranskamerikansk författare, lärare, transhumanistisk filosof, futurist, konsult och idrottsman. Han blev känd som transhumanist med boken Are You a Transhuman?, utgiven 1989, men skrev även skönlitteratur. Han beskrev sig själv som en 2000-talsperson som råkade födas under 1900-talet, med en "djup nostalgi för framtiden".

## Biografi
F. M. Esfandiary föddes i Belgien den 15 oktober 1930 som son till en iransk diplomat. Under sina första elva år bodde han i 17 olika länder, och i resten av sitt liv såg han sig som en global person snarare än tillhörande något visst land. Under OS i London 1948 tävlade han i basket och brottning för Iran.
Under mitten av 1970-talet bytte Esfandiary lagligt namn till FM-2030. Han skrev flera böcker, både om transhumanistisk filosofi och hans vision för framtiden, samt även romaner. Som lärare arbetade han vid New School for Social Research i Manhattan, University of California i Los Angeles Florida International University i Miami. Han var även konsult för Lockheed, J. C. Penney och Rockwell International.
FM-2030 hade ett långvarigt förhållande (även om han själv föredrog att kalla det vänskap) med juristen Flora Schall (som varit klasskamrat med Ruth Bader Ginsburg).

### Skönlitteratur
- The Day of Sacrifice (1959)
- The Beggar (1965)
- Identity Card (1966)

### Facklitteratur
- Optimism one; the emerging radicalism (1970)

- UpWingers: A Futurist Manifesto (1973)

- Telespheres (1977)
- Are You a Transhuman?: Monitoring and Stimulating Your Personal Rate of Growth in a Rapidly Changing World (1989)